# Uros
De Uros vormen een volk dat op de - met riet gemaakte - Uroseilanden op het Titicacameer leeft, in de regio Puno in Peru. De Uros bouwden deze kunstmatige eilanden oorspronkelijk om de Inca's te ontvluchten. De Inca's domineerden op dat moment namelijk het vasteland. Vandaag is het Urosvolk echter meer een toeristische attractie geworden.

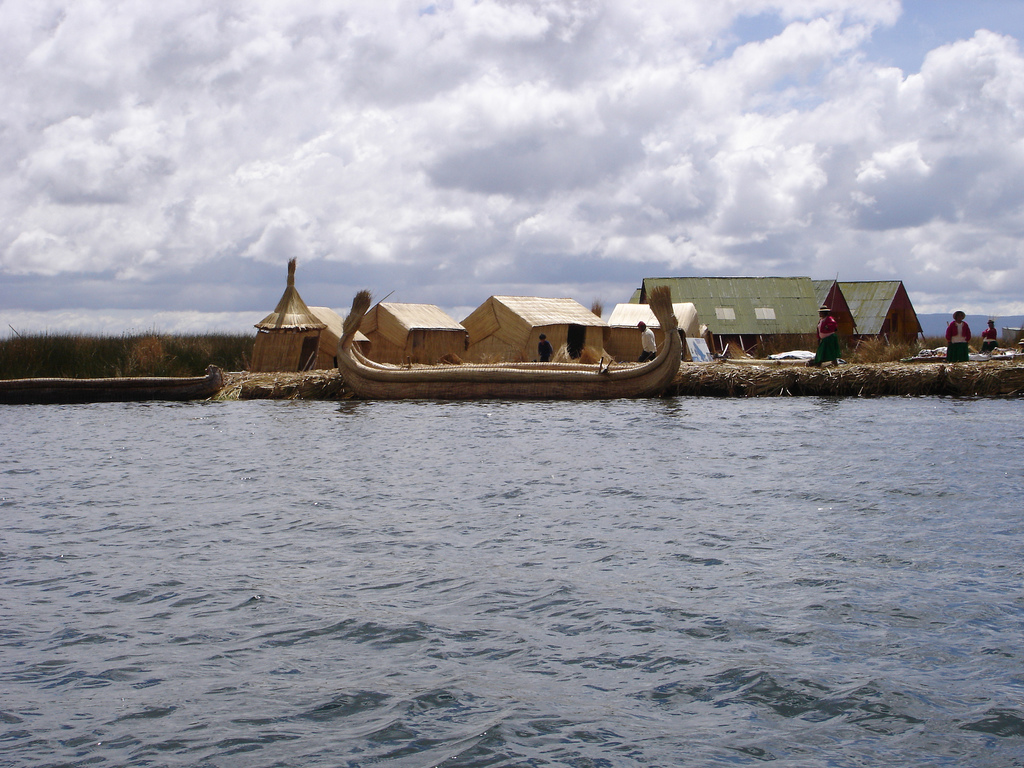
Uroseilanden in Puno, Peru.

Deze eilanden, ook wel islas flotantes (drijvende eilanden) genoemd, worden gemaakt van het rijkelijk groeiende biezen. Er wordt telkens nieuwe biezen bovenop gegooid, zodat de eilanden blijven bestaan, en niet wegrotten.
Vandaag leven er nog ongeveer 3000 nakomelingen van de Uros, hoewel slechts een honderdtal van hen nog steeds op de eilanden leven en deze onderhouden. De meesten zijn naar het vasteland vertrokken, waar hun kinderen naar school kunnen gaan. De Uros begraven ook hun doden op het vasteland.
De Uros handelden met de Aymara op het vasteland. Ze mengden zich onder elkaar waardoor kruisingen ontstonden van beide volkeren. Sommigen 'verlieten' de taal van de Uros voor het Aymara.
Op de grotere Uroseilanden zijn ongeveer 10 families gehuisvest, terwijl de kleinere eilandjes, ongeveer 30 meter breed, slechts voor 2 of 3 families plaats bieden.
De plaatselijke bewoners vissen, jagen op vogels en laten hun vee op de eilandjes grazen. Er wordt gekookt met vuurtjes geplaatst op hoopjes stenen.
Typisch zijn ook de biezenboten: gemaakt van gedroogde biezen, meestal in prachtige vormen afgewerkt.